# 無謬の花
「無謬の花」（むびゅうのはな）は、Mia REGINAの7枚目のシングル。2019年8月21日にLantisから発売された。

## 概要
表題曲「無謬の花」は、テレビアニメ『可愛ければ変態でも好きになってくれますか?』ED主題歌に起用される。収録曲は、ミディアムバラード、スカ、EDMのラインナップとなっており、それぞれメンバーの考える大人女子を演出している。「モバイルバッテリー」と「Healthy」の2曲は、STAR☆ANISとして活動していたアイカツ! (アニメ)からの縁もある水島精二がディレクションに携わった。「モバイルバッテリー」のダンスの振り付けでは、霧島若歌とささかまリス子の2人で上花楓裏を抱えて運ぶ "ふうリフト" が見どころである。
また、アニメ『可愛ければ変態でも好きになってくれますか?』第7話 挿入歌で流れた「流れ星」は、「無謬の花」の歌詞違いver.であり、2019年10月9日にLntisから発売された『『可愛ければ変態でも好きになってくれますか？』オリジナルサウンドトラック』に収録されている。

## 収録曲
1. 無謬の花 [4:48]
作詞：松井洋平　作曲・編曲：太田貴之 / halu-note　ストリングスアレンジ：太田貴之
2. モバイルバッテリー [3:34]
作詞：松井洋平　作曲・編曲：増田武史
3. Healthy [4:08]
作詞：ささかまリス子　作曲・編曲：睦月周平
4. 無謬の花（Instrumental）
5. モバイルバッテリー（Instrumental）
6. Healthy（Instrumental）